# Holmska köpmansgården
Holmska köpmansgården är en tidigare finländsk handelsmans bostadshus i Borgå, vilket ingår i Borgå museum.

## Historik
Holmska köpmansgården uppfördes i sten av Johan Holm den äldre 1762–63, efter att en stor brand härjat i staden år 1760. Huset hade ursprungligen mansardtak och ingång från gårdssidan. Bottenvåningen utgjordes av affärslokaler och övervåningen bestod av bostäder. Under 1800-talet fanns bagerier i bottenvåningen, med en ny ingång från torget. Huset såldes under andra hälften av 1800-talet till bagarmästaren K. R. Sarén.
Bagarmästare K. Tötterströms arvingar sålde år 1919 köpmansgården till Borgå Museiförening. I Holmska köpmansgården inrättades samma år  ett museum, Borgå museum. Bland samlingarna finns bland annat skulpturer av konstnären Ville Vallgren. Fastigheten ägs år 2016 av Borgå stad.

## Museum
Holmska köpmansgården öppnades för allmänheten i juni år 2007. Där visas en miljö från slutet av 1700-talet, med sal, förmak, herrns rum, sovrum och kökskammare. Kring gården utanför fastigheten, som sträcker sig till Bergsgatan, står två mindre bostadshus och ekonomibyggnader som stall, ladugård, svinstia, vagnslider, bodar, lider och avträden. På gården finns också en gammaldags trädgård med perenner som pioner, studentnejlikor och stormhattar samt kryddväxter och medicinalväxter, som libbsticka, pepparmynta, humle och rabarber.
I bostadsvåningen finns ett antal porträtt från 1780-talet av målaren Nils Schillmark.